# Perizoma tenuifascia
Perizoma tenuifascia är en fjärilsart som beskrevs av W. Warren 1896. Perizoma tenuifascia ingår i släktet Perizoma och familjen mätare. Inga underarter finns listade i Catalogue of Life.